# Marvin Plattenhardt
Marvin Plattenhardt, född 26 januari 1992, är en tysk fotbollsspelare som spelar för Hertha Berlin.

## Landslagskarriär
Plattenhardt debuterade för Tysklands landslag den 6 juni 2017 i en 1–1-match mot Danmark, där han blev inbytt i den 89:e minuten mot Jonas Hector. I juni 2018 blev Plattenhardt uttagen i Tysklands trupp till fotbolls-VM 2018.